# Orazio Giustiniani
Orazio Giustiniani (né en 1578 à Chios, Grèce, alors partie de la république de Gênes et mort le 25 juillet 1649 à Rome) est un cardinal grec-italien du XVIIe siècle. Il est membre de l'ordre des oratoriens.

## Biographie
Giustiniani exerce des fonctions au sein de la Congrégation du Saint-Office. Il est nommé évêque de Montalto en 1640 et transféré à Nocera en 1645.
Le pape Innocent X le crée cardinal lors du consistoire du 6 mars 1645. Il est nommé bibliothécaire du Vatican en 1646 et grand pénitencier en 1647.

## Succession apostolique
Orazio Giustiniani a ordonné les évêques suivants :
- Évêque Domenico Carnevale (1646)
- Évêque Stefano Martini (it) (1646)
- Évêque Mario Montani (1646)
- Évêque Ignazio Ciantes, O.P. (1647)